# Ганнусино
Ганнусино (укр. Ганнусине; до 2025 года — Анютино) — село в Хмельницком районе Хмельницкой области Украины.
Население по переписи 2001 года составляло 50 человек. Почтовый индекс — 31546. Телефонный код — 3857. Занимает площадь 0,434 км². Код КОАТУУ — 6823082902.

## Местный совет
31546, Хмельницкая обл., Хмельницкий р-н, с. Казачки, ул. Первомайская, 55